# 16 Blocks
16 Blocks är en amerikansk action från 2006 som är regisserad av Richard Donner med Bruce Willis i huvudrollen som Jack Mosley. Filmen hade Sverigepremiär den 7 juli 2006.

## Handling
En man ska vittna om poliskorruption i ett New York-distrikt och den utbrände polisen Jack Mosley ska eskortera vittnet 16 kvarter från häktet till rättssalen. Några kollegor till Jack vill förhindra att vittnet ska komma fram, och gör allt för att förhindra Jack och vittnet. Då Jack får reda på att fången ska vittna mot en av Jacks egna kollegor ställs han inför dilemmat om han ska visa lojalitet gentemot sina kollegor eller skydda vittnet.

## Om filmen
- Filmen är inspelad i New York, Los Angeles och Toronto.
- 16 Blocks är delvis en nyinspelning på filmen Hetsjakten med Clint Eastwood i huvudrollen från 1977.

## Roller (urval)
- Bruce Willis - Jack Mosley
- Mos Def - Eddie Bunker
- David Morse - Frank Nugent
- Jenna Stern - Diane Mosley
- Casey Sander - Dan Gruber
- Cylk Cozart - Jimmy Mulvey
- David Zayas - Robert Torres
- Robert Racki - Jerry Shue